# Obras completas

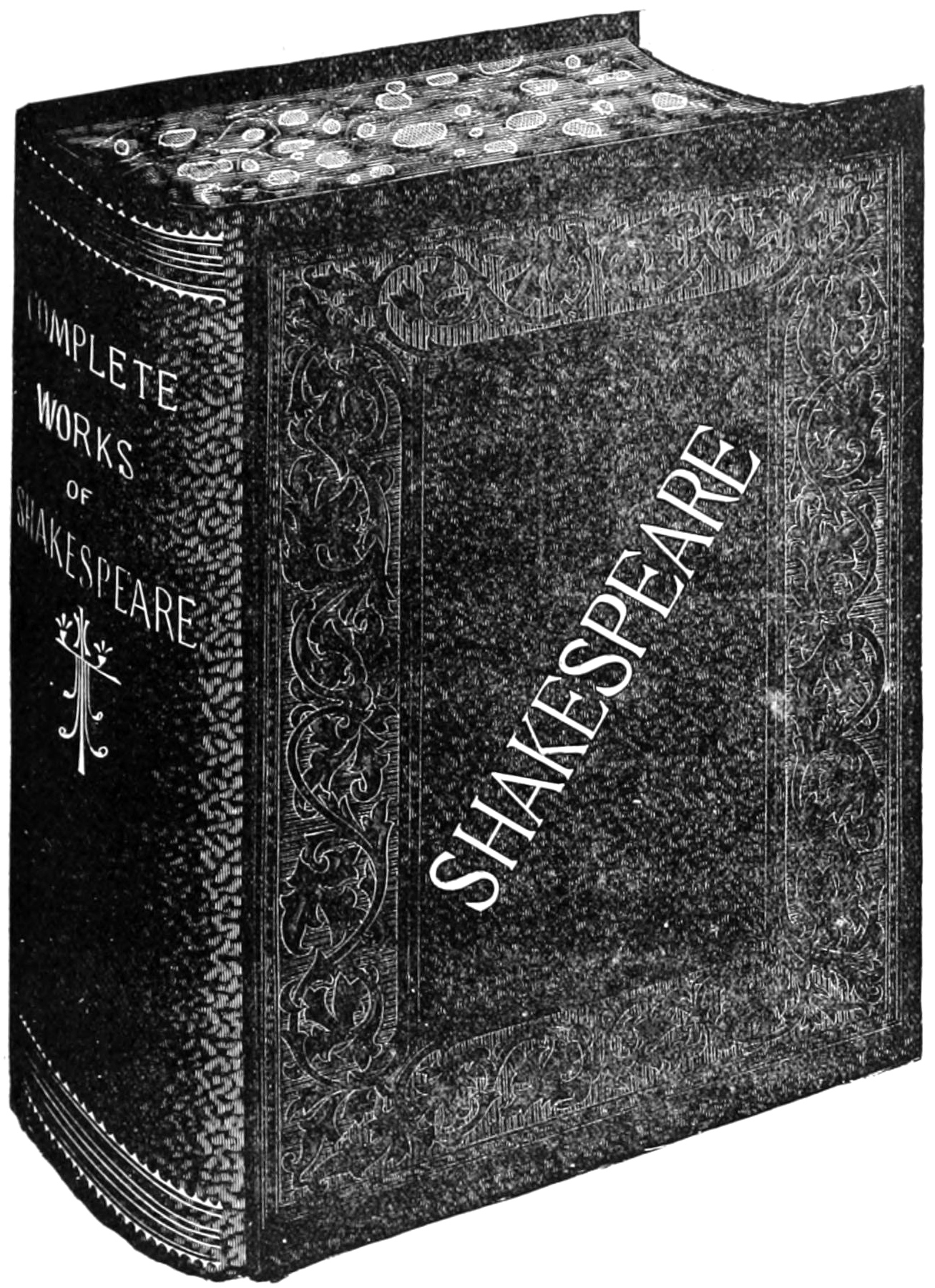
La edición Royal Windsor de las obras completas de Shakespeare, sustancialmente encuadernada en tela de seda inglesa y estampada en oro en el costado y el reverso con diseños especiales únicos.

Obras completas es la denominación habitual de la recopilación de la totalidad de las obras de un autor, especialmente en literatura, pero también en música, donde la catalogación suele numerar las obras de cada autor con su "número de opus".
No es habitual utilizar la misma expresión para otras obras de arte, como las de los pintores, escultores o arquitectos.
No conviene confundir las obras completas de un autor con las antologías o selecciones de lo mejor de su obra.

## Algunos ejemplos
- Obras completas de Sigmund Freud
- Obras completas (Mecano)
- Obras completas de José Antonio Primo de Rivera.

## Obras incompletas
Con un claro fin provocativo, algunos autores como Gloria Fuertes o Max Aub publicaron sus Obras incompletas.